# Canton d'Anet
Le canton d'Anet est une circonscription électorale française située dans le département d'Eure-et-Loir et la région Centre-Val de Loire.

## Histoire
Le canton d'Anet a été créé en 1790.
Un nouveau découpage territorial d'Eure-et-Loir entre en vigueur à l'occasion des élections départementales de mars 2015, défini par le décret du 24 février 2014, en application des lois du 17 mai 2013 (loi organique 2013-402 et loi 2013-403). Les conseillers départementaux sont, à compter de ces élections, élus au scrutin majoritaire binominal mixte. Les électeurs de chaque canton élisent au Conseil départemental, nouvelle appellation du Conseil général, deux membres de sexe différent, qui se présentent en binôme de candidats. Les conseillers départementaux sont élus pour 6 ans au scrutin binominal majoritaire à deux tours, l'accès au second tour nécessitant 12,5 % des inscrits au 1er tour. En outre la totalité des conseillers départementaux est renouvelée. Ce nouveau mode de scrutin nécessite un redécoupage des cantons dont le nombre est divisé par deux avec arrondi à l'unité impaire supérieure si ce nombre n'est pas entier impair, assorti de conditions de seuils minimaux. Dans l'Eure-et-Loir, le nombre de cantons passe ainsi de 29 à 15. Le nombre de communes du canton d'Anet passe de 21 à 26.
Le nouveau canton d'Anet est formé de communes des anciens cantons d'Anet (21 communes), de Nogent-le-Roi (1 commune), de Dreux-Est (3 communes) et de Dreux-Ouest (1 commune). Le canton est inclus principalement dans l'arrondissement de Dreux et dans l'arrondissement de Chartres. Le bureau centralisateur est situé à Anet.

## Géographie
Ce canton est organisé autour d'Anet dans l'arrondissement de Dreux et dans l'arrondissement de Chartres. Son altitude varie de 52 m (La Chaussée-d'Ivry) à 168 m (La Chaussée-d'Ivry) pour une altitude moyenne de 118 m.

## Représentation

### Conseillers généraux de 1833 à 2015
| Période      | Période          | Identité                   | Étiquette    | Qualité |
| ------------ | ---------------- | -------------------------- | ------------ | --- |
| 1833         | 1837             | Honoré Aulet               |              | Maire de Marchezais (1815-1837) |
| 1837         | 1848             | François Castel            |              | Propriétaire à Anet, maire de Bû (1836-1847)                                                                                                |
| 1848         | 1864             | Jean-Pierre Gaultier       |              | Ancien notaire Maire de Bû (1847-1870) |
| 1864         | 1877             | Ferdinand Moreau           | Centre droit | Syndic des agents de change Député de la Seine (1871-1876)                                                                                  |
| 1877         | 1880 (décès)     | Nicolas Aulet              | Républicain  | Maire de Goussainville (1866-1880) |
| 1880         | 1884 (décès)     | Ferdinand Moreau           | CD           | Député de la Seine (1871-1876) |
| 1884         | 1901             | Adolphe Planès             | Républicain  | Maire d'Anet (1884-1901) |
| 1901         | 1925             | Alfred Beillard            | URD          | Directeur de l'école d'horlogerie d'Anet, conseiller d'arrondissement                                                                       |
| 1925         | 1940             | René Leroux                | Rad.         | Cultivateur - Maire d'Abondant (1929-1944), conseiller d'arrondissement Nommé membre de la Commission administrative départementale en 1941 |
|              |                  |                            |              | |
| 1943         | 1945             | Robert Leromain            | ?            | Agriculteur Conseiller d'arrondissement, adjoint au maire de Goussainville Nommé conseiller départemental en 1943                           |
|              |                  |                            |              | |
| 1945         | 1957 (décès)     | Georges Bréant             | Rad.         | Maire de Broué (1929-1957) |
| 7 avril 1957 | 1964             | Aimé Breton                | SFIO         | Instituteur Maire d'Abondant |
| 1964         | 1987 (décès)     | Hubert Baraine (1913-1987) | UDR puis RPR | Assureur Maire d'Anet (1964-1987) |
| 1987         | 2008             | Claude Favrat              | RPR puis UMP | Chef d'entreprise d'électricité Maire d'Anet (1987-2008)                                                                                    |
| 2008         | 2014 (démission) | Olivier Marleix            | UMP          | Fonctionnaire de catégorie A Maire d'Anet (2008-2017) Député de la deuxième circonscription d'Eure-et-Loir depuis 2012                      |
| 2014         | 2015             | Évelyne Lefebvre           | UMP          | Enseignante spécialisée Maire de Bû (2001-2014)                                                                                             |

### Conseillers d'arrondissement (de 1833 à 1940)
Le canton d'Anet avait deux conseillers d'arrondissement.
| Période                                  | Période          | Identité                                           | Étiquette | Qualité |
| ---------------------------------------- | ---------------- | -------------------------------------------------- | --------- | --- |
| 1833                                     | 1836             | Jean Baptiste Dablin                               |           | Maitre de poste, maire de Broué                                                                             |
| 1833                                     | 1836             | Louis François Robert (1771-1840)                  |           | Cultivateur, maire d'Oulins                                                                                 |
| 1836                                     | 1839             | M. Barthe-Hamoir                                   |           | Manufacturier à Sorel                                                                                       |
| 1836                                     | 1839             | M. Castel                                          |           | |
| 1839                                     | 1845             | Jean Baptiste Dablin                               |           | Maitre de poste, maire de Broué                                                                             |
| 1839                                     | 1848             | Louis Marie Jules Rossard de Mianville (1797-1879) |           | Ancien magistrat, propriétaire à Broué                                                                      |
| 1845                                     | 1848             | André Charles François Pidoux                      |           | Maire de Sorel-Moussel                                                                                      |
|                                          |                  |                                                    |           | |
|                                          | 1882 (démission) | M. Maria                                           |           | |
|                                          | 1884 (décès)     | M. Girard                                          |           | |
| 1884                                     | 1901             | Alfred Beillard                                    | URD       | Directeur de l'école d'horlogerie d'Anet, Président du Conseil d'arrondissement                             |
|                                          |                  |                                                    |           | |
|                                          | 1919             | Édouard Boucher                                    | Radical   | Cultivateur, maire de Sorel-Moussel                                                                         |
| 1919                                     | 1922             | Armand Blanchet                                    |           | Pharmacien à Anet                                                                                           |
| 1922                                     | 1925             | René Leroux                                        | Radical   | Cultivateur à Abondant                                                                                      |
| 1925                                     |                  | Gustave Gazier (1877-1949)                         | Radical   | Agriculteur, maire de Marchezais (1920-1934)                                                                |
|                                          |                  |                                                    |           | |
|                                          | 1940             | Robert Leromain                                    |           | Agriculteur, adjoint au maire de Goussainville                                                              |
| 1940                                     |                  |                                                    |           | Les conseils d'arrondissement ont été suspendus par la loi du 12 octobre 1940 et n'ont jamais été réactivés |
| Les données manquantes sont à compléter. |                  |                                                    |           | |

### Conseillers départementaux depuis 2015
| Période élective | Période élective | Mandat | Mandat   | Identité           | Nuance | Nuance | Qualité                                                                                              |
| ---------------- | ---------------- | ------ | -------- | ------------------ | ------ | ------ | --- |
| 2015             | 2021             | 2015   | 2021     | Évelyne Lefebvre   |        | LR     | Retraitée de l’enseignement spécialisé Ancienne maire de Bû Vice-présidente du conseil départemental |
| 2015             | 2021             | 2015   | 2021     | Francis Pecquenard |        | LR     | Gérant d’entreprise du bâtiment Maire de La Chaussée-d'Ivry                                          |
| 2021             | 2028             | 2021   | en cours | Evelyne Lefebvre   |        | LR     | Conseillère sortante, 6ème Vice-Présidente du conseil départemental                                  |
| 2021             | 2028             | 2021   | en cours | Francis Pecquenard |        | LR     | Conseiller sortant                                                                                   |

### Résultats détaillés

#### Élections de mars 2015
À l'issue du 1er tour des élections départementales de 2015, deux binômes sont en ballottage : Évelyne Lefebvre et Francis Pecquenard (UMP, 43,06 %) et Rozenn De Miniac et Philippe Leroy (FN, 31,45 %). Le taux de participation est de 49,04 % (8 768 votants sur 17 879 inscrits) contre 48,57 % au niveau départemental et 50,17 % au niveau national.
Au second tour, Évelyne Lefebvre et Francis Pecquenard (UMP) sont élus avec 64,69 % des suffrages exprimés et un taux de participation de 49,86 % (5 266 voix pour 8 915 votants et 17 879 inscrits).

#### Élections de juin 2021
Le premier tour des élections départementales de 2021 est marqué par un très faible taux de participation (33,26 % au niveau national). Dans le canton d'Anet, ce taux de participation est de 32,03 % (5 854 votants sur 18 278 inscrits) contre 32,03 % au niveau départemental. À l'issue de ce premier tour, deux binômes sont en ballottage : Evelyne Lefebvre et Francis Pecquenard (LR, 48,58 %) et Sébastien Bellet et Adeline Petitti (RN, 24,64 %).
Le second tour des élections est marqué une nouvelle fois par une abstention massive équivalente au premier tour. Les taux de participation sont de 34,3 % au niveau national, 32,5 % dans le département et 31,71 % dans le canton d'Anet. Evelyne Lefebvre et Francis Pecquenard (LR) sont élus avec 72,3 % des suffrages exprimés (3 887 voix pour 5 798 votants et 18 282 inscrits),,.

## Composition

### Composition avant 2015
Le canton d'Anet regroupait vingt et une communes.
| Nom                    | Code Insee | Codepostal | Superficie (km2) | Population (dernière pop. légale) | Densité (hab./km2) |
| ---------------------- | ---------- | ---------- | ---------------- | --------------------------------- | ------------------ |
| Anet (chef-lieu)       | 28007      | 28260      | 7,85             | 2 673 (2012)                      | 341                |
| Abondant               | 28001      | 28410      | 34,80            | 2 221 (2012)                      | 64                 |
| Berchères-sur-Vesgre   | 28036      | 28260      | 11,99            | 812 (2012)                        | 68                 |
| Boncourt               | 28050      | 28260      | 3,71             | 274 (2012)                        | 74                 |
| Broué                  | 28062      | 28410      | 12,03            | 903 (2012)                        | 75                 |
| Bû                     | 28064      | 28410      | 22,60            | 1 870 (2012)                      | 83                 |
| Champagne              | 28069      | 28410      | 2,21             | 273 (2012)                        | 124                |
| La Chaussée-d'Ivry     | 28096      | 28260      | 8,39             | 1 041 (2012)                      | 124                |
| Gilles                 | 28180      | 28260      | 7,26             | 551 (2012)                        | 76                 |
| Goussainville          | 28185      | 28410      | 10,83            | 985 (2012)                        | 91                 |
| Guainville             | 28187      | 28260      | 14,12            | 694 (2012)                        | 49                 |
| Havelu                 | 28193      | 28410      | 3,70             | 121 (2012)                        | 33                 |
| Marchezais             | 28235      | 28410      | 2,19             | 291 (2012)                        | 133                |
| Le Mesnil-Simon        | 28247      | 28260      | 9,17             | 566 (2012)                        | 62                 |
| Oulins                 | 28293      | 28260      | 10,08            | 1 186 (2012)                      | 118                |
| Rouvres                | 28321      | 28260      | 16,24            | 834 (2012)                        | 51                 |
| Saint-Lubin-de-la-Haye | 28347      | 28410      | 14,32            | 897 (2012)                        | 63                 |
| Saint-Ouen-Marchefroy  | 28355      | 28260      | 9,21             | 313 (2012)                        | 34                 |
| Saussay                | 28371      | 28260      | 4,59             | 1 062 (2012)                      | 231                |
| Serville               | 28375      | 28410      | 5,62             | 354 (2012)                        | 63                 |
| Sorel-Moussel          | 28377      | 28260      | 12,80            | 1 748 (2012)                      | 137                |

### Composition après 2015
Le nouveau canton d'Anet comprend vingt-six communes à sa création.
À la suite de la création de la commune nouvelle de Goussainville, la composition du canton est révisée par le décret du 7 novembre 2019. Le nombre de communes du canton est alors de 25.
Vingt-et-une communes appartiennent à l'Agglo du Pays de Dreux et quatre appartiennent au Pays Houdanais
| Nom                          | Code Insee | Intercommunalité     | Superficie (km2) | Population (dernière pop. légale) | Densité (hab./km2) | Modifier                                    |
| ---------------------------- | ---------- | -------------------- | ---------------- | --------------------------------- | ------------------ | ------------------------------------------- |
| Anet (bureau centralisateur) | 28007      | CA du Pays de Dreux  | 7,85             | 2 708 (2022)                      | 345                | modifier les données · modifier les données |
| Abondant                     | 28001      | CA du Pays de Dreux  | 34,80            | 2 446 (2022)                      | 70                 | modifier les données · modifier les données |
| Berchères-sur-Vesgre         | 28036      | CA du Pays de Dreux  | 11,99            | 855 (2022)                        | 71                 | modifier les données · modifier les données |
| Boncourt                     | 28050      | CA du Pays de Dreux  | 3,71             | 283 (2022)                        | 76                 | modifier les données · modifier les données |
| Boutigny-Prouais             | 28056      | CC du Pays Houdanais | 32,50            | 1 708 (2022)                      | 53                 | modifier les données · modifier les données |
| Broué                        | 28062      | CA du Pays de Dreux  | 12,03            | 859 (2022)                        | 71                 | modifier les données · modifier les données |
| Bû                           | 28064      | CA du Pays de Dreux  | 22,60            | 2 093 (2022)                      | 93                 | modifier les données · modifier les données |
| La Chapelle-Forainvilliers   | 28076      | CA du Pays de Dreux  | 5,38             | 214 (2022)                        | 40                 | modifier les données · modifier les données |
| La Chaussée-d'Ivry           | 28096      | CA du Pays de Dreux  | 8,39             | 1 307 (2022)                      | 156                | modifier les données · modifier les données |
| Cherisy                      | 28098      | CA du Pays de Dreux  | 12,38            | 1 857 (2022)                      | 150                | modifier les données · modifier les données |
| Germainville                 | 28178      | CA du Pays de Dreux  | 8,67             | 345 (2022)                        | 40                 | modifier les données · modifier les données |
| Gilles                       | 28180      | CA du Pays de Dreux  | 7,26             | 503 (2022)                        | 69                 | modifier les données · modifier les données |
| Goussainville                | 28185      | CC du Pays Houdanais | 13,04            | 1 340 (2022)                      | 103                | modifier les données · modifier les données |
| Guainville                   | 28187      | CA du Pays de Dreux  | 14,12            | 684 (2022)                        | 48                 | modifier les données · modifier les données |
| Havelu                       | 28193      | CC du Pays Houdanais | 3,70             | 131 (2022)                        | 35                 | modifier les données · modifier les données |
| Marchezais                   | 28235      | CA du Pays de Dreux  | 2,19             | 408 (2022)                        | 186                | modifier les données · modifier les données |
| Le Mesnil-Simon              | 28247      | CA du Pays de Dreux  | 9,17             | 569 (2022)                        | 62                 | modifier les données · modifier les données |
| Montreuil                    | 28267      | CA du Pays de Dreux  | 6,21             | 530 (2022)                        | 85                 | modifier les données · modifier les données |
| Oulins                       | 28293      | CA du Pays de Dreux  | 10,08            | 1 221 (2022)                      | 121                | modifier les données · modifier les données |
| Rouvres                      | 28321      | CA du Pays de Dreux  | 16,24            | 818 (2022)                        | 50                 | modifier les données · modifier les données |
| Saint-Lubin-de-la-Haye       | 28347      | CC du Pays Houdanais | 14,32            | 950 (2022)                        | 66                 | modifier les données · modifier les données |
| Saint-Ouen-Marchefroy        | 28355      | CA du Pays de Dreux  | 9,21             | 293 (2022)                        | 32                 | modifier les données · modifier les données |
| Saussay                      | 28371      | CA du Pays de Dreux  | 4,59             | 1 090 (2022)                      | 237                | modifier les données · modifier les données |
| Serville                     | 28375      | CA du Pays de Dreux  | 5,62             | 362 (2022)                        | 64                 | modifier les données · modifier les données |
| Sorel-Moussel                | 28377      | CA du Pays de Dreux  | 12,80            | 1 782 (2022)                      | 139                | modifier les données · modifier les données |
| Canton d'Anet                | 2801       |                      | 288,85           | 25 356 (2022)                     | 88                 | modifier les données                        |

## Démographie

### Démographie avant 2015
| 1962  | 1968  | 1975  | 1982   | 1990   | 1999   | 2006   | 2011   | 2012   |
| ----- | ----- | ----- | ------ | ------ | ------ | ------ | ------ | ------ |
| 8 191 | 8 662 | 9 998 | 12 335 | 15 451 | 16 917 | 18 848 | 19 586 | 19 669 |

#### Un canton périurbain
La population du canton d'Anet a connu une évolution à partir des années 1960, 1970 et 1980, aussi bien dans le nombre d'habitants que dans son mode de vie. En effet nombreux sont les actifs franciliens qui durant cette période, viennent s'installer dans ce canton pour pouvoir accéder à la propriété tout en bénéficiant d'un cadre de vie plus rural. Ces nouveaux habitants travaillent majoritairement dans des grands pôles urbains tels Paris, Dreux, Évreux, etc. Ce phénomène est une périurbanisation.
Cette nouvelle population se compose essentiellement de jeunes familles avec enfant, ce qui entraîne l'installation de biens d'intérêt général sur le territoire du canton, comme un collège public à Anet et à Bû.
Le territoire du canton a préservé une apparence rurale, mais le mode de vie y a évolué.

### Démographie depuis 2015
En 2022, le canton comptait 25 356 habitants, en évolution de +2,18 % par rapport à 2016 (Eure-et-Loir : −0,23 %, France hors Mayotte : +2,11 %).
| 2013   | 2018   | 2022   |
| ------ | ------ | ------ |
| 24 436 | 24 903 | 25 356 |